# Porina longicollis
Porina longicollis är en mossdjursart som först beskrevs av Canu och Bassler 1929.  Porina longicollis ingår i släktet Porina och familjen Porinidae. Inga underarter finns listade i Catalogue of Life.